# 里韦勒
里韦勒（法語：Rivel，法語發音：[ʁivɛl] ⓘ）是法国奥德省的一个市镇，属于利穆区。

## 地理
里韦勒（42°56'40"N, 2°0'1"E）面积24.3 平方千米，位于法国奧克西塔尼大區奥德省，该省份为法国南部沿海省份，北起塔恩省，西北接上加龙省，西接阿列日省，南至东比利牛斯省，东临地中海，东北与埃罗省接壤。
与里韦勒接壤的市镇（或旧市镇、城区）包括：贝莱斯塔、莱斯帕鲁、蒙贝勒、沙拉布尔、皮韦尔、罗克弗伊、埃尔斯河畔圣科隆布、维勒福尔。

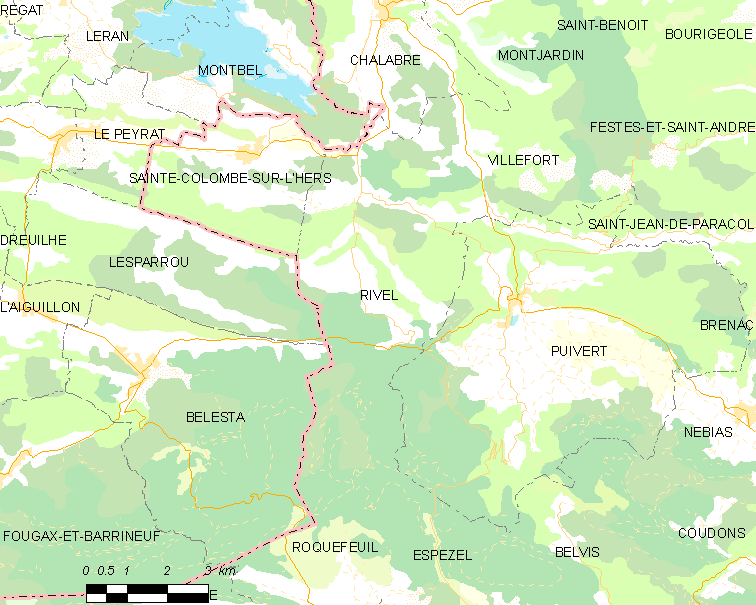
里韦勒的OSM定位图

里韦勒的时区为UTC+01:00、UTC+02:00（夏令时）。

## 行政
里韦勒的邮政编码为11230，INSEE市镇编码为11316。

## 政治
里韦勒所属的省级选区为上奥德河谷县。

## 人口

1962-2008年间里韦勒人口变化图示

里韦勒于2022年1月1日时的人口数量为218人。